# Ansaruddin Alonto Adiong

Ansaruddin Alonto Adiong

Ansaruddin Alonto Adiong ist ein philippinischer Politiker und seit 2009 kommissarischer Gouverneur der Autonomous Region in Muslim Mindanao. Er übernahm das Amt von Zaldy Ampatuan, der vor dem Hintergrund des angeblichen Massakers in Maguindanao abgesetzt wurde.
Sein verstorbener Vater Mamintal M. Adiong Sr. und sein Bruder Mamintal Alonto Adiong Jr. sind ebenfalls einflussreiche Politiker im Umfeld von Präsidentin Gloria Macapagal-Arroyo.